# Karl Eduard Brosche
Karl Eduard Brosche (1812 – 16. září 1866 Kadolz) byl rakouský a český podnikatel a politik německé národnosti, v 2. polovině 19. století poslanec Říšské rady.

## Biografie
Profesí byl průmyslovým podnikatelem v oboru potravinářského průmyslu a chemie. Stejnému oboru se věnoval i jeho otec Franz Xaver Brosche (1776–1858). Otec ho od mládí připravoval pro převzetí firmy. Pobýval zde na praxi, pak prošel učením ve vídeňské firmě Müller & Comp., později v Terstu u firmy Seiller & Comp. Pak se vrátil do otcova pražského podniku. Počátkem 40. let založil vlastní firmu na výrobu oleje, později podnik na produkci sanytru.
Už před rokem 1848 byl veřejně aktivní v různých spolcích. Během revoluce v roce 1848 působil v Národní gardě a byl členem Strany středu, zvané též Ústavní strana (liberálně a centralisticky orientovaná, odmítající federalistické aspirace neněmeckých etnik). Byl členem pražské obchodní komory. V roce 1850 byl zvolen do obecního zastupitelstva v Praze za II. voličský sbor na Starém Městě. Zasedl pak i do městské rady.
Do zemské a celostátní politiky se zapojil ihned po obnovení ústavního života. Od zemských voleb v roce 1861 zasedal na Českém zemském sněmu, kam byl zvolen za kurii obchodních a živnostenských komor, obvod Praha. Zemský sněm ho v roce 1861 delegoval do Říšské rady (tehdy ještě volené nepřímo) za kurii obchodních a živnostenských komor. Na poslanecký mandát rezignoval roku 1864. Rezignace oznámena dopisem 19. října 1864. K roku 1861 se uvádí jako Carl Brosche, obchodní rada, statkář a fabrikant v chemickém průmyslu, s trvalým bydlištěm v Praze.
Byl mu udělen Řád Františka Josefa. V posledních letech před smrtí ho postihly finanční problémy. Národní listy v roce 1864 uváděly, že prý požádal dokonce o urgentní půjčku ministra Ignaze von Plenera, ale ten ji s poukazem na ústavní kontrolu vlády odmítl poskytnout. Rezignoval na všechny veřejné funkce a naplno se věnoval obnově svého podnikání. Zemřel v září 1866 na choleru v dolnorakouském Kadolzi, ve věku 54 let.